# ベヒストゥン碑文
座標: 北緯34度23分26秒 東経47度26分9秒 / 北緯34.39056度 東経47.43583度

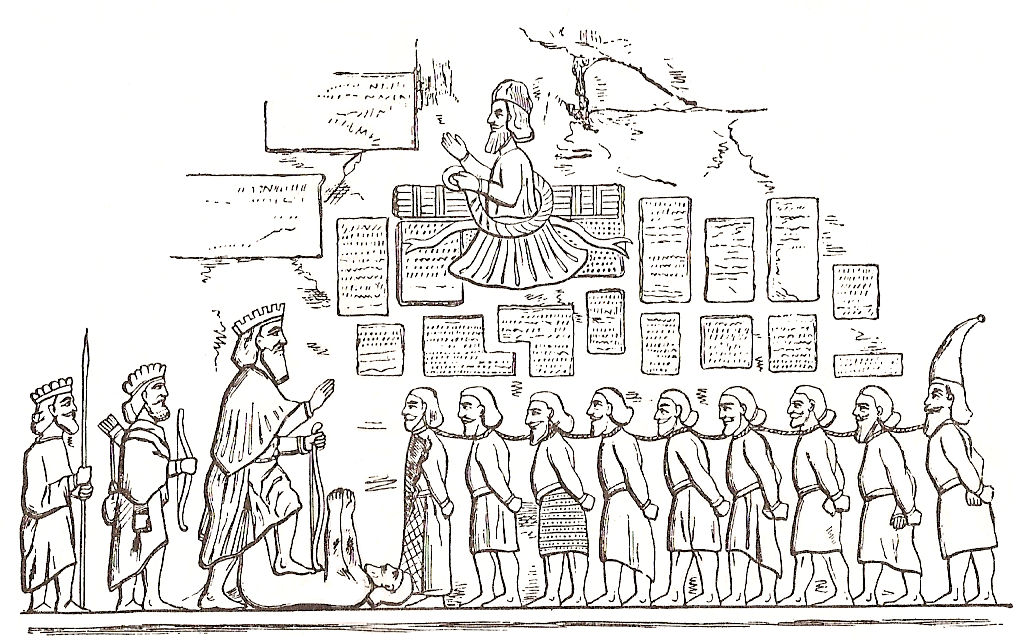
ダレイオス1世が反乱軍の王ガウマタに対して勝利したことを記念するレリーフ
描かれている人物は左から順に、槍持ち、弓持ち、ダレイオス1世。彼は僭称者ガウマタを踏みつけている。さらにその右に命乞いをする9名の反乱指導者がいる。左からアーシナ（エラム）、ナディンタバイラ（バビロニア）、フラワルティ（メディア）、マルティヤ（エラム）、チサンタクマ（アサガルタ）、ワフヤズダータ（ペルシア）、アラカ（バビロニア）、フラーダ（マルギアナ）、最後尾の尖帽をかぶっている人物はスクンカ（サカ）。

ベヒストゥン碑文 （ベヒストゥンひぶん、英: The Behistun Inscription, ペルシア語: بیستون Bīsotūn）は、アケメネス朝（ハカーマニシュ朝）の王ダレイオス1世（ダーラヤワウ1世）が、自らの即位の経緯とその正統性を主張する文章とレリーフを刻んだ巨大な磨崖碑。イラン西部のケルマーンシャー州にある。

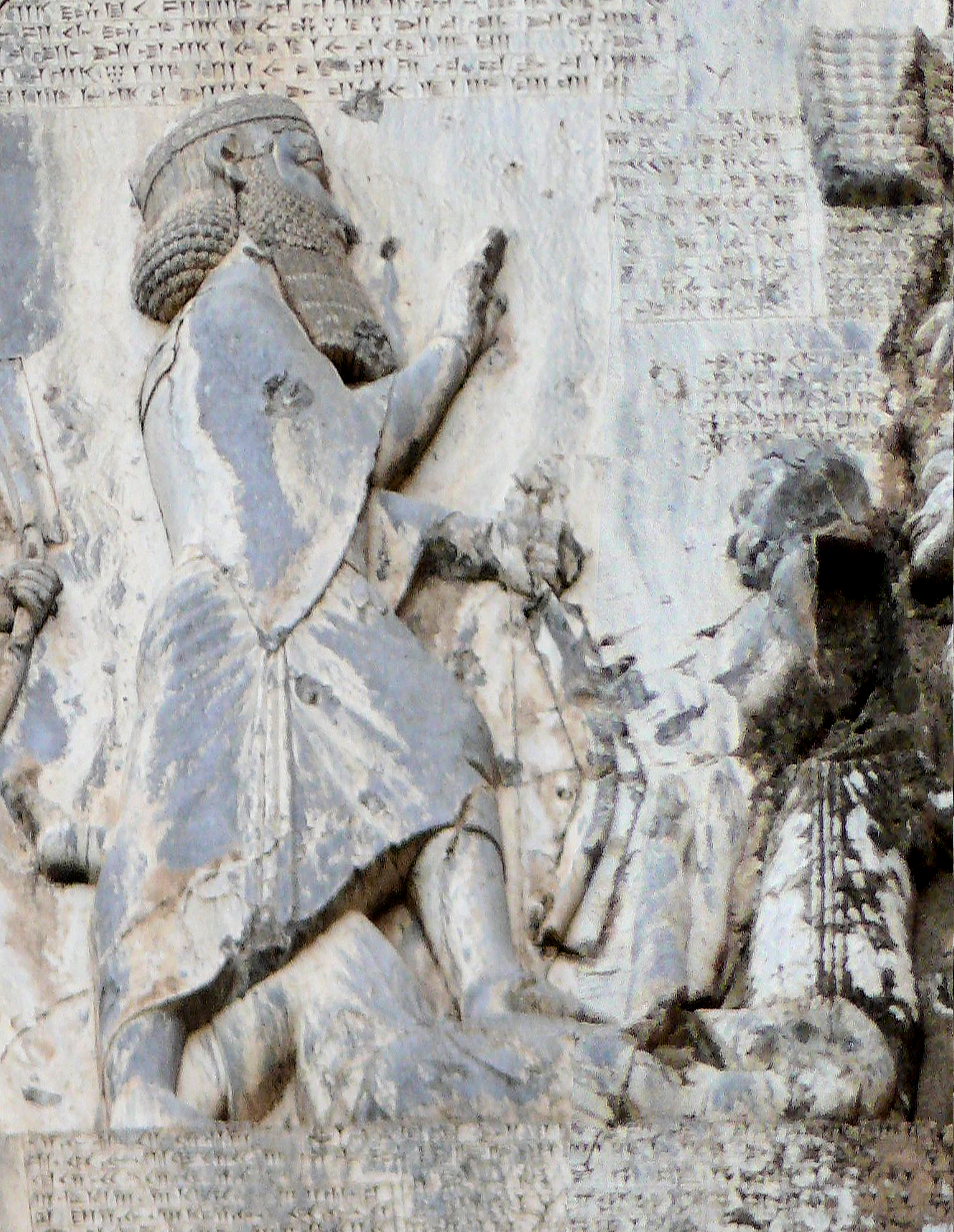
レリーフ拡大

## 名称
現代ペルシア語での名称はビーソトゥーン（ペルシア語: بیستون）であり、世界遺産の登録英語名も Bisotun になっている。この語は bī- （…のない）+ sotūn （柱）からなり、文字通りには「無柱」という意味である。
ディオドロスの『歴史叢書』2.13.1 に Βαγίστανον バギスタノン と記されていることから、古代ペルシア語の名前は *Bagastāna （神の地）だったと考えられている。これに対応する中期ペルシア語の形は *Bahistān になるはずだが、中世アラブの地理書には実際にはペルシア語 Bahestūn/Behestūn を反映した形で現れる。

## 概要

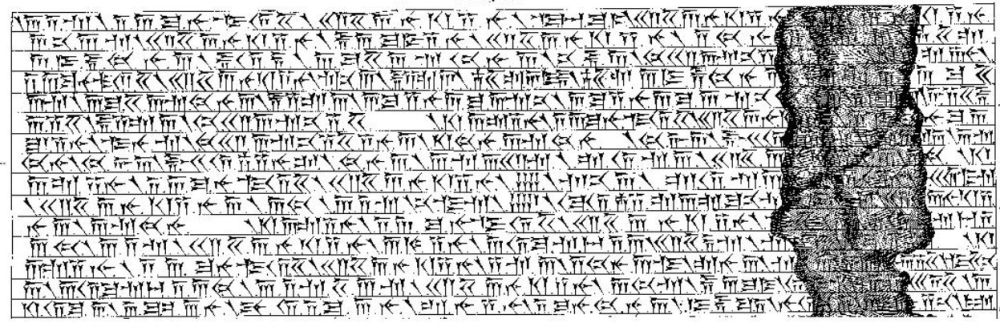
フリードリヒ・シュピーゲルによるスケッチ（1881年）

ダレイオス1世の碑文は地上100m以上の高い場所にあり、高さ3m・幅 5.5m の浮き彫りの周辺に、同じ内容の長文のテキストが、エラム語、古代ペルシア語、アッカド語（新バビロニア語）という3つの異なった言語で書かれている。当初はエラム語の碑文のみであったが、壁画像を追加する段階でアッカド語と古代ペルシア語の碑文も増補されたと見られている。
エラム語は2箇所にほぼ同じ内容のものが書かれ、第1のものは323行、第2のものは260行からなる。アッカド語は112行からなる。古代ペルシア語は合計414行からなる。ベヒストゥン碑文は古代ペルシア語の現存する最古の碑文である。また、浮き彫りの余白部分にも数多くの小碑文が掘られており、その大部分は浮き彫りで描かれた人物の説明である。
碑文と同じ内容が記されたものがエジプトのエレファンティネ島出土のパピルス文書群から発見されている。このエレファンティネ島の文書から発見されたベヒストゥン碑文の写しは、アッカド語版を底本にアラム語に翻訳されたものであり、断簡ではあるが重要な資料である。またバビロニアからアッカド語版の断簡が発見されている。

## 解読
古代ペルシア語は近代歴史学史上、初めて解読された楔形文字の言語である。18世紀、ヨーロッパからの旅行者がペルセポリスを訪れたことによって楔形文字が再発見され（当初は装飾文様と考えられていたが）、その後デンマークによる探検隊の隊員ニーブールがその正確なコピーをヨーロッパに持ち帰った。ドイツ人グローテフェントが、ニーブールのコピーを元に解読を試み、1802年までには彼なりの解読を終えていた。
しかし、当時知られていた楔形文字（古代ペルシア語）の文書は短文ばかりであり、詳しい分析のためにはより長いテキストが必要であった。それをもたらしたのがイギリス軍武官のヘンリー・ローリンソンによるベヒストゥン碑文の解読であった。彼は岸壁によじのぼって碑文を写し取るという困難な作業を10年以上に渡ってやり遂げ、1846年以降に全文と古代ペルシア語部分の翻訳を発表した。彼の努力は報われるものであった。ベヒストゥン碑文にはダレイオス1世時代の多数の民族の名前が記録されており、ギリシア語の史書やサンスクリット、アヴェスター語との対照によって多数の古代ペルシア語の楔形文字の音価を確定することができた。グローテフェント以来の古代ペルシア語の解読はここにほぼ完成した。ローリンソンはまたエドワード・ヒンクスの研究を元にして、アッカド語部分の解読を1851年に発表した。1852年にはエドウィン・ノリスがエラム語部分の解読を発表した。エラム語部分の解読は、エラム語が既知の言語との親族関係を持たなかったため難航した。しかし、ローリンソンから研究ノートを譲られたノリスは1855年までにはその大部分を解読することに成功した。これらの結果は楔形文字と古代メソポタミアの研究に大きな進展をもたらした。

## 内容
ベヒストゥン碑文の文章は、アケメネス朝の王ダレイオス1世（在位：紀元前522年-紀元前486年）がその出自、支配する領域、アウラマズダー神から委ねられた王位、反乱の鎮圧について同語反復的な表現で自ら語るというスタイルを取る。碑文はまず冒頭でアケメネス以来の家系を記し、ダレイオス1世が正統な王家の血統に連なる事を示す。
続いて、ダレイオス1世が支配していたアケメネス朝の版図を記す。
そしてカンビュセス2世が兄弟のスメルディスをひそかに殺したが、その後にガウマータという人物がスメルディスを自称してカンビュセス2世から国を奪い、王家の人物を粛清したこと、しかしダレイオス1世がアフラ・マズダーの加護によってガウマータを倒して王位についたこと、その後に各地で反乱が起きたがそれらを鎮圧したこと、とんがり帽子のサカに遠征したことなどを記す。この反乱の鎮圧はダレイオス1世自身の系譜の提示と並び碑文の主題であり、最大の分量を占める。
また、ダレイオス1世は、この碑文に登場する「至高神アウラマズダーの御意によって、王となりえた」と記し、一種の王権神授説を示している。このアウラマズダーは一般にゾロアスター教の最高神アフラ・マズダーを指すとされ、ゾロアスター教が国の権威であることが示されているとされる。ただし、アケメネス朝時代の宗教をゾロアスター教と定義することについては議論があり、様々な説が提出されている。いずれにせよ、アケメネス朝時代の「ゾロアスター教」は後のサーサーン朝時代のゾロアスター教や現代のゾロアスター教とは大きく異なった姿をしていたと考えられており、また一元的な国教の存在を想定することはできないと考えられている。
第四欄の末尾には、この碑文の内容が粘土板と皮革に転写され読み上げられたこと、そして支配下にある諸邦へ送付されたことが記されており、先に述べたエレファンティネ島のアラム語版やバビロニアのアッカド語版断簡はこれの実物と見られる。

## 世界遺産
2006年に碑文を含む磨崖がユネスコの世界遺産に登録された。

### 登録基準
この世界遺産は世界遺産登録基準のうち、以下の条件を満たし、登録された（以下の基準は世界遺産センター公表の登録基準からの翻訳、引用である）。
- (2) ある期間を通じてまたはある文化圏において、建築、技術、記念碑的芸術、都市計画、景観デザインの発展に関し、人類の価値の重要な交流を示すもの。
- (3) 現存するまたは消滅した文化的伝統または文明の、唯一のまたは少なくとも稀な証拠。